# Annelie Wilder
Pour les articles homonymes, voir Wilder.
Annelie Wilder est une réalisatrice et productrice américaine.

## Filmographie

### comme réalisateur et acteur
- 2005 : Diamond Zero réalisé en collab. avec David Gaz
- 2007 : IceMaker réalisé en collab. avec David Gaz